# The Real Housewives of New Jersey
The Real Housewives of New Jersey (förkortat RHONJ) är en amerikansk reality-TV-serie som hade premiär 12 maj 2009 på Bravo. Serien blev det fjärde tillskottet i den populära media-franchisen The Real Housewives efter The Real Housewives of Orange County, New York City och Atlanta. Den har visats i sex säsonger och följer några kvinnors vardag som boende i New Jersey.
Seriens originalmedverkande var Teresa Giudice, Jacqueline Laurita, Caroline Manzo, Dina Manzo och Danielle Staub. Dina Manzo och Staub lämnade serien efter andra säsongen och ersattes med Melissa Gorga och Kathy Wakile. Caroline Manzo lämnade serien efter femte säsongen medan Laurita och Wakile övergick till återkommande roller. I den sjätte säsongen gavs deras platser till Dina Manzo och de nya fruarna Teresa Aprea, Amber Marchese och Nicole Napolitano.

## Överblick och medverkande

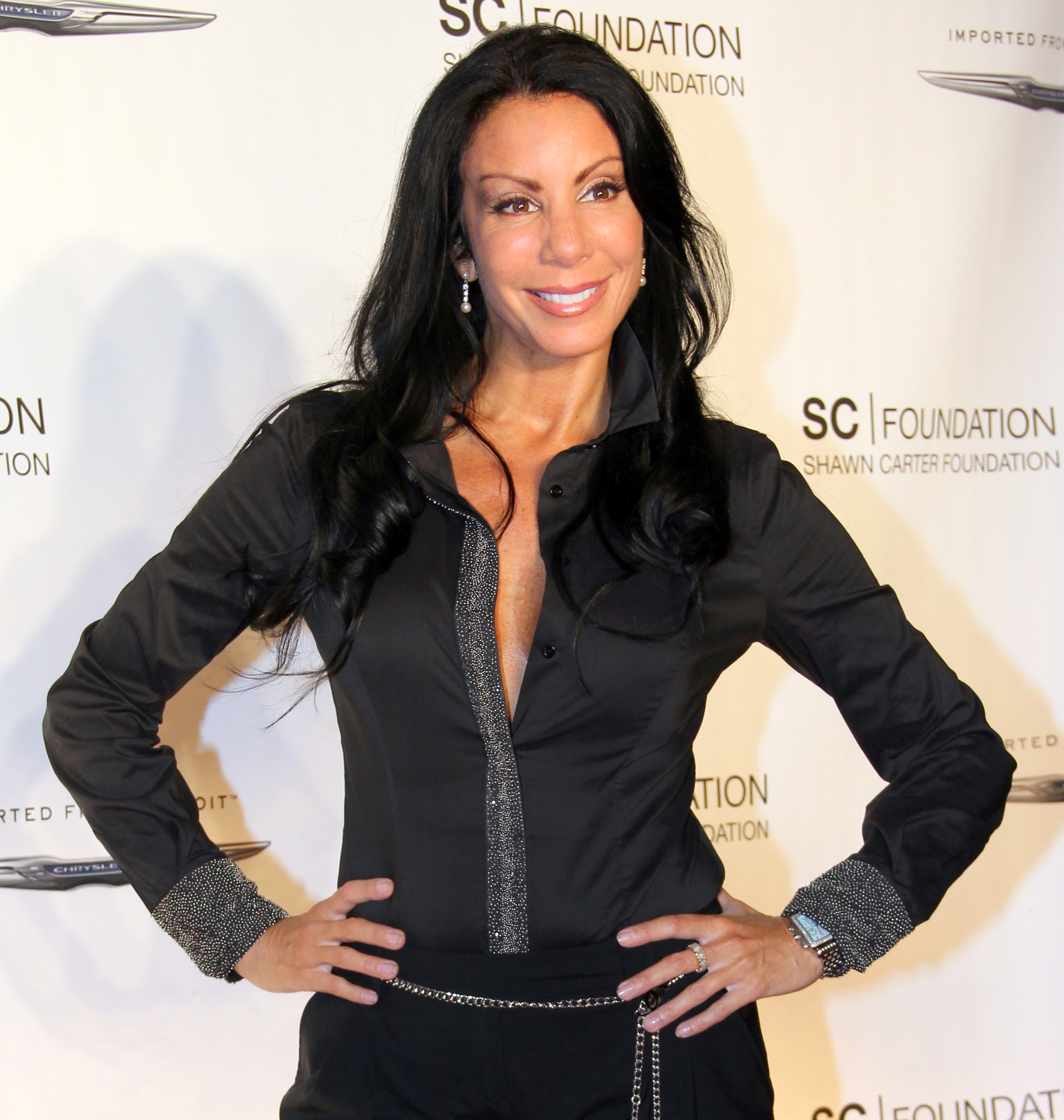
Staub (på bilden) var en av seriens originalmedverkande.

The Real Housewives of New Jersey omnämndes i maj 2008 som ett eventuellt tillskott i Bravos omåttligt populära media-franchise The Real Housewives. Den hade premiär 12 maj 2009 och blev den tredje spinoff-serien till The Real Housewives of Orange County (2006) efter The Real Housewives of New York Cit (2008) och The Real Housewives of Atlant (2008). Bravo meddelade att The Real Housewives of New Jersey, till skillnad från sina föregångare, skulle fokusera på familjeband mellan hemmafruarna.
I första säsongen medverkade Caroline Manzo, Dina Manzo, Jacqueline Laurita, Teresa Giudice och Danielle Staub. Systrarna Caroline och Dina är gifta med bröderna Albert och Tommy Manzo. Jacqueline Laurita är gift med Chris Laurita och är svägerska till Caroline och Dina. Inför andra säsongen meddelades att alla fem fruar från föregående säsong skulle medverka på nytt. Dina Manzo lämnade dock inspelningen efter sex avsnitt och separerade en tid senare från Tommy Manzo. Inför tredje säsongen meddelades att Staub inte skulle återvända till serien. Hon och Dina ersattes av Melissa Gorga och Kathy Wakile, Teresa Giudices svägerska respektive kusin.
Under fjärde och femte säsongen gjordes inga ändringar bland medverkande. Kim DePaola och Jennifer Dalton medverkade i flera avsnitt som "vänner till fruarna" i den sistnämnda säsongen. Inför sjätte säsongen förändrades rollistan dramatiskt när Caroline Manzo, Jacqueline Laurita och Kathy Wakile alla lämnade serien. Dina Manzo återvände istället tillsammans med tvillingarna Nicole Napolitano och Teresa Aprea samt Amber Marchese. Laurita och Wakile medverkade i flera avsnitt under säsongen som "vänner till fruarna".

### Tidslinje över medverkande
| Hemmafruar           | Säsonger              | Säsonger              | Säsonger              | Säsonger              | Säsonger              | Säsonger              | Säsonger              | Säsonger              | Säsonger              | Säsonger              | Säsonger              | Säsonger              | Säsonger              | Säsonger              |
| Hemmafruar           | 1                     | 2                     | 3                     | 4                     | 5                     | 6                     | 7                     | 8                     | 9                     | 10                    | 11                    | 12                    | 13                    | 14                    |
|                      | Nuvarande medverkande | Nuvarande medverkande | Nuvarande medverkande | Nuvarande medverkande | Nuvarande medverkande | Nuvarande medverkande | Nuvarande medverkande | Nuvarande medverkande | Nuvarande medverkande | Nuvarande medverkande | Nuvarande medverkande | Nuvarande medverkande | Nuvarande medverkande | Nuvarande medverkande |
| -------------------- | --------------------- | --------------------- | --------------------- | --------------------- | --------------------- | --------------------- | --------------------- | --------------------- | --------------------- | --------------------- | --------------------- | --------------------- | --------------------- | --------------------- |
| Teresa Giudice       | Huvudroll             | Huvudroll             | Huvudroll             | Huvudroll             | Huvudroll             | Huvudroll             | Huvudroll             | Huvudroll             | Huvudroll             | Huvudroll             | Huvudroll             | Huvudroll             | Huvudroll             | Huvudroll             |
| Melissa Gorga        |                       | Gäst                  | Huvudroll             | Huvudroll             | Huvudroll             | Huvudroll             | Huvudroll             | Huvudroll             | Huvudroll             | Huvudroll             | Huvudroll             | Huvudroll             | Huvudroll             | Huvudroll             |
| Dolores Catania      | Gäst                  |                       | Gäst                  | Gäst                  |                       |                       | Huvudroll             | Huvudroll             | Huvudroll             | Huvudroll             | Huvudroll             | Huvudroll             | Huvudroll             | Huvudroll             |
| Margaret Josephs     |                       |                       |                       |                       |                       |                       |                       | Huvudroll             | Huvudroll             | Huvudroll             | Huvudroll             | Huvudroll             | Huvudroll             | Huvudroll             |
| Jennifer Aydin       |                       |                       |                       |                       |                       |                       |                       |                       | Huvudroll             | Huvudroll             | Huvudroll             | Huvudroll             | Huvudroll             | Huvudroll             |
| Danielle Cabral      |                       |                       |                       |                       |                       |                       |                       |                       |                       |                       |                       |                       | Huvudroll             | Huvudroll             |
| Rachel Fuda          |                       |                       |                       |                       |                       |                       |                       |                       |                       |                       |                       |                       | Huvudroll             | Huvudroll             |
|                      | Tidigare medverkande  |                       |                       |                       |                       |                       |                       |                       |                       |                       |                       |                       |                       |                       |
| Jacqueline Laurita   | Huvudroll             | Huvudroll             | Huvudroll             | Huvudroll             | Huvudroll             | Vän                   | Huvudroll             |                       |                       |                       |                       |                       |                       |                       |
| Caroline Manzo       | Huvudroll             | Huvudroll             | Huvudroll             | Huvudroll             | Huvudroll             |                       |                       |                       |                       |                       |                       |                       |                       |                       |
| Dina Manzo           | Huvudroll             | Huvudroll             |                       | Gäst                  |                       | Huvudroll             |                       |                       |                       |                       |                       |                       |                       |                       |
| Danielle Staub       | Huvudroll             | Huvudroll             |                       |                       |                       |                       |                       | Vän                   | Vän                   | Vän                   |                       |                       |                       |                       |
| Kathy Wakile         |                       | Gäst                  | Huvudroll             | Huvudroll             | Huvudroll             | Vän                   | Vän                   |                       |                       |                       |                       |                       |                       |                       |
| Teresa Aprea         |                       |                       |                       |                       |                       | Huvudroll             | Gäst                  |                       |                       |                       |                       |                       |                       |                       |
| Amber Marchese       |                       |                       |                       |                       |                       | Huvudroll             |                       |                       |                       |                       |                       |                       |                       |                       |
| Nicole Napolitano    |                       |                       |                       |                       |                       | Huvudroll             | Gäst                  |                       |                       |                       |                       |                       |                       |                       |
| Siggy Flicker        |                       |                       |                       |                       |                       |                       | Huvudroll             | Huvudroll             |                       |                       |                       |                       |                       |                       |
| Jackie Goldschneider |                       |                       |                       |                       |                       |                       |                       |                       | Huvudroll             | Huvudroll             | Huvudroll             | Huvudroll             | Vän                   | Vän                   |
|                      | Övriga medverkande    |                       |                       |                       |                       |                       |                       |                       |                       |                       |                       |                       |                       |                       |
| Kim Grantell         |                       | Vän                   | Gäst                  |                       |                       |                       |                       |                       |                       |                       |                       |                       |                       |                       |
| Kim DePoala          | Gäst                  | Gäst                  | Gäst                  | Gäst                  | Vän                   |                       | Gäst                  | Gäst                  |                       |                       |                       |                       |                       |                       |
| Jennifer Dalton      |                       |                       |                       |                       | Vän                   |                       |                       |                       |                       |                       |                       |                       |                       |                       |
| Rosie Pierri         |                       |                       | Gäst                  | Gäst                  | Gäst                  | Gäst                  | Vän                   |                       |                       |                       |                       |                       |                       |                       |
| Traci Johnson        |                       |                       |                       |                       |                       |                       |                       |                       |                       |                       |                       | Vän                   | Gäst                  |                       |
| Jennifer Fessler     |                       |                       |                       |                       |                       |                       |                       | Gäst                  |                       |                       |                       |                       | Vän                   | Vän                   |

## Handling
I premiäravsnittet av The Real Housewives of New Jersey introducerades Giudice, Laurita, Caroline Manzo, Dina Manzo och Staub. Staub är ny i bekantskapskretsen och har blivit vän med Laurita. De övriga fruarna bestämmer sig för att kolla upp Staubs bakgrund som visar sig vara mörk och dokumenterad i en bok skriven av Staubs ex. Lauritas svägerskor kräver att hon säger upp kontakten med Staub. I sista avsnittet av säsongen bjuder Giudice fruarna på lunch. Staub tar med sig ett exemplar av boken och kräver Dina Manzo på en ursäkt för att ha gått ut med boken i grannskapet. Ett bråk uppstår och eskalerar tills Giudice välter matbordet mot Staub. Laurita tar Staubs parti vilket distanserar henne från sin familj och orsakar ett bråk mellan henne och Dina Manzo. I början av andra säsongen föder Laurita sin son vilket för henne närmare Caroline och Dina Manzo igen. Giudice och Staubs respektive döttrar påbörjar modellkarriärer medan Carolines dotter Lauren börjar i kosmetologskola. Staubs vänskap med Laurita försämras efter att Staub anklagar Laurita för att inte våga stå upp för sig själv. Spänningarna mellan Staub och de övriga fruarna ökar och leder till att Dina Manzo väljer att lämna serien som hon tycker blivit för "mörk och dramafylld". Senare i säsongen är Staub bjuden till samma modevisning som Giudice och Laurita vid North Jersey Country Club och en konfrontation uppstår. Giudice jagar Staub som försöker lämna tillställningen och får delar av sitt löshår utdraget av Lauritas dotter Ashley. När Staub lämnar in en stämningsansökan mot Giudice och Lauritas dotter stämmer Caroline Manzo träff med Staub för att "stoppa allt nonsens" och bli sams, något som misslyckas.
I tredje säsongen av The Real Housewives of New Jersey introduceras Gorga och Wakile. Säsongen börjar efter att Giudice gått i personlig konkurs och kämpar för att få ekonomin att gå ihop. Giudice är också i en familjedispyt med brodern Joe Gorga och anklagar sin svägerska för att vara orsaken. Känslorna svämmar över under Gorgas dop vilket leder till en hätsk konfrontation mellan syskonen som sätter igång ett slagsmål mellan Joe Guidice och Joe Gorga. Laurita kämpar för att disciplinera sin äldsta dotter Ashley men deras meningsskiljaktigheter leder endast till konfrontationer. Manzo inser att hon inte längre är lika behövd när hennes två söner köper en lägenhet och flyttar hemifrån. Wakile funderar på att öppna en cateringfirma men hennes make vill att hon ska satsa större och äga en restaurang. Hon fokuserar även på att försonas med Giudice som hon haft en långvarig dispyt med. När fjärde säsongen av serien börjar har Guidices långvariga vänskap med Manzo och Laurita surnat. Giudice börjar gå i samtalsterapi med sin bror men hennes meningsskiljaktigheter med Gorga fortsätter och intensifieras. Gorga fortsätter att arbeta på sin musikkarriär och besöker Ryan Seacrest för att lansera en singel. Laurita ställer ett ultimatum till Ashley som beslutar sig för att flytta hemifrån. Manzo försöker reparera sin vänskap med Giudice och hanterar sin dotters låga självkänsla och viktproblem. Wakile anklagar Giudice för att stjäla hennes familjerecept till Giudices kokböcker vilket hindrar deras försoning och ger upphov till nya konfrontationer.
Förödelsen efter Orkanen Sandy dokumenteras i den femte säsongen av serien och för familjerna närmare varandra. Laurita får beskedet att hennes son har autism och arbetar på att återuppbygga sin vänskap med Giudice. Gorga möter rykten om att hon varit otrogen mot sin make. Giudices rättsliga problem blir alltmer komplicerade och hotar familjens framtid tillsammans. Manzo överväger att sälja sitt familjehem och hennes söner öppnar en restaurang. Familjerna åker på en resa för att reda ut sina meningsskiljaktigheter men sammankomsten resulterar i ett slagsmål mellan Joe Giudice och Joe Gorga. I sjätte säsongen av The Real Housewives of New Jersey gör Dina Manzo comeback och de nya fruarna Aprea, Napolitano och Marchese introduceras. Giudice rättsliga problem fortsätter men hennes fleråriga bråk med familjen Gorga har klarats upp. Marchese anklagar Gorga för att inte ha funnits där för henne som vän när hon genomgick bröstcancer och en konfrontation utbryter vid en skördefest. Manzo genomgår en skilsmässa och känner sig ensam när hennes dotter beger sig till collage. Aprea och hennes make anordnar en fest inför premiäröppningen av sin restaurang. Napolitano anklagas för att starta rykten om Marchese som leder till en konfrontation mellan de båda under en fest.

## Mottagande
The Real Housewives of New Jersey mottog mestadels positiv kritik från professionella recensenter. Enligt webbplatsen Metacritic som samlar in betyg från olika tidskrifter fick serien 62 av 100 i betyg, vilket indikerar "generellt positiv kritik". Entertainment Weekly tyckte att de medverkande i New Jersey kändes mer äkta i jämförelse med andra serier i franchisen. Recensenten skrev: "På den lackerade fasaden är New Jersey som The Sopranos med fem versioner av Adriana. Men tar man sig förbi dessa kvinnors verbala klichéer får man se en mera jordnära syn på livet än i andra Housewives-serier." David Hinckley från webbplatsen Daily News gav serien fyra av fem stjärnor i betyg men ansåg dock att serien var en dålig representation av hemmafruar i New Jersey och jämförde den med Melrose Place och Dirty Sexy Money. Han konstaterade: "Om det finns nånting som en "typisk" hemmafru från New Jersey är hon en curlingmamma som knappt har tid att borsta tänderna på morgonen. Hon är inte en kvinna vars BlackBerry förmodligen meddelar att hennes första möte för dagen är telefonsex klockan halv fyra." Joanna Weiss från Boston.com beskrev The Real Housewives of New Jersey som ett "guilty pleasure" och ansåg att bristen på självmedvetenhet var "berusande". Weiss skrev: "Serien är fylld av klipp som visar rika barn som sitter i sina sovrum proppfyllda med kläder och säger saker som: 'Jag skulle typ hata att ha en gammal, tjock mamma'. Vi kan inte skylla på barnen, eller hata dem för att de växer upp med så förvrängda åsikter. Men vi kan skylla på mammorna och särskilt på att de har, spenderar och skryter så mycket om pengar." Weiss avslutade: "Det är välstånd utan en gnutta samvete. Och i dessa ekonomiska tider är det obetalbar TV."
Skribenten Brian Lowry från Variety skrev: "I korthet är det här en ganska avskyvärd ansamling av utsökt ytliga stereotyper som nästan känns hopsydda från andra program. Man misstänker att de som klippte ihop materialet till första avsnittet hade leenden större än kvinnornas hårfrisyrer."

## Tittarsiffror i USA
Under första säsongen av The Real Housewives of New Jersey drog varje avsnitt in 2,55 miljoner tittare i genomsnitt med 1,91 miljoner av dessa från målgruppen vuxna i åldrarna 18-49 år. Vid tidpunkten gjorde detta till serien med högst tittarsiffror av alla The Real Housewives-serier. "Reunion"-avsnittet efter första säsongen blev därtill Bravos mest sedda reunion-special någonsin. Reunion-specialen efter andra säsongen drog in 3,4 miljoner tittare och blev säsongens mest-sedda avsnitt och Bravos mest-sedda avsnitt på hela året. Tredje säsongens premiäravsnitt på 90 minuter blev det mest sedda av alla premiäravsnitt av The Real Housewives med 1,9 miljoner tittare. Fjärde säsongens premiäravsnitt hade 3 miljoner tittare och slog återigen tittarrekord. Reunion-avsnittet blev säsongens mest sedda med 3,4 miljoner tittare. Tittarsiffrorna sjönk drastiskt under sjätte säsongen av serien. Premiäravsnittet hade lägst tittarsiffror av alla tidigare säsonger med 2,1 miljoner tittare. Andra avsnittet, "O, Christmas Tre", hade 500 000 färre tittare och hade seriens lägsta tittarsiffror någonsin.

## Sändningshistorik

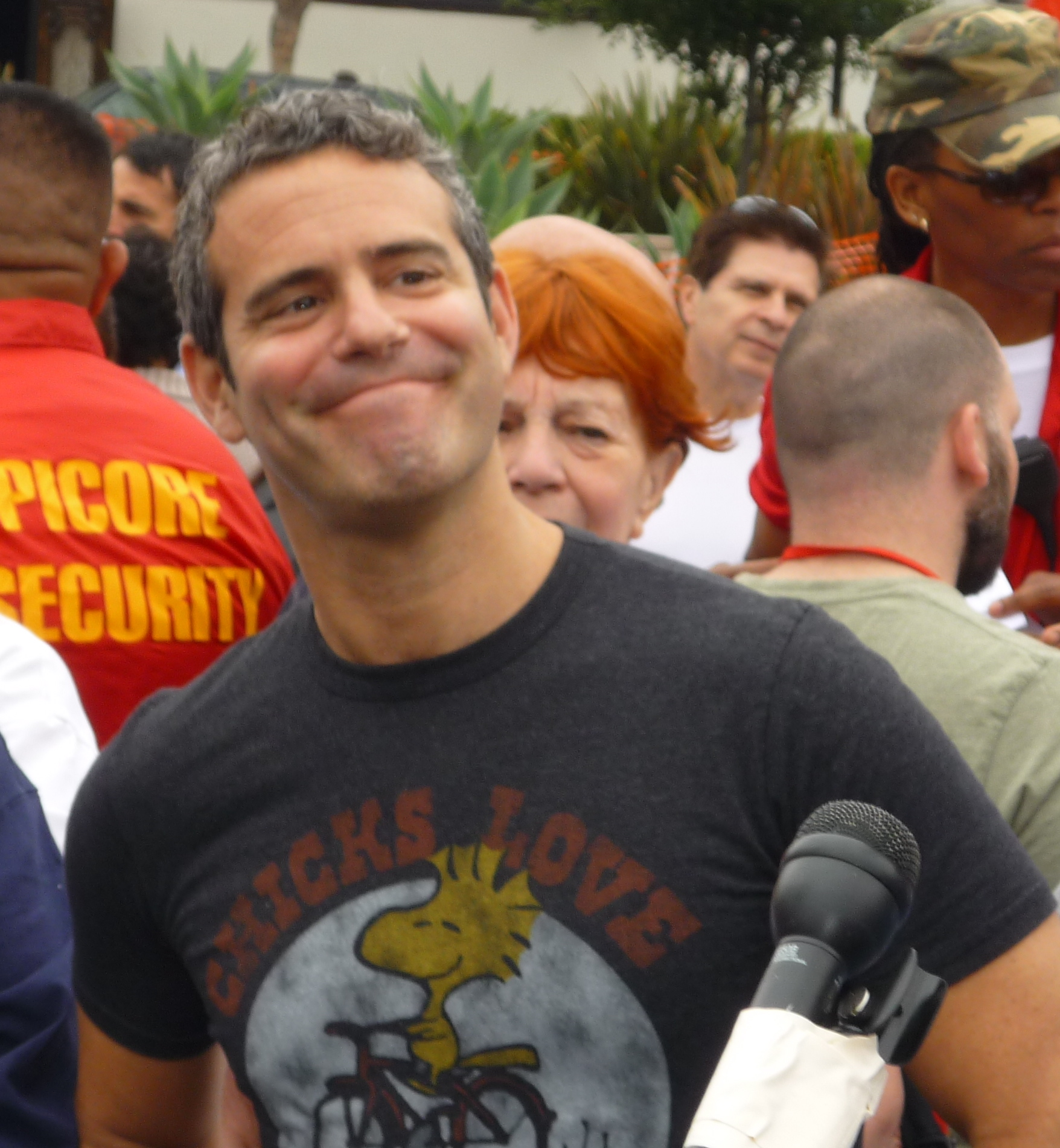
Andy Cohen (på bilden) har varit värd för seriens alla reunion-avsnitt.

### Spinoffs
Sedan 2014 är Caroline Manzo den enda av de medverkande i serien som fått en egen spinoff. I april 2014 meddelades att hennes serie, Manzo'd with Children, skulle börja sändas på Bravo. Serien fokuserade på Caroline och hennes familj, bestående av maken Al, sönerna Albie och Chris och dottern Lauren. Den första säsongen hade sex avsnitt och sändes från 5 oktober till 2 november 2014.